# Cylindrotoma nigripes
Cylindrotoma nigripes är en tvåvingeart som beskrevs av Alexander 1931. Cylindrotoma nigripes ingår i släktet Cylindrotoma och familjen mellanharkrankar. Inga underarter finns listade i Catalogue of Life.